# Cuple
Cuple – wieś w Polsce położona w województwie lubelskim, w powiecie lubelskim, w gminie Bełżyce.
| SIMC    | Nazwa    | Rodzaj    |
| ------- | -------- | --------- |
| 0378572 | Majdanki | część wsi |

W latach 1975–1998 miejscowość administracyjnie należała do województwa lubelskiego.
Wieś powstała pod koniec XIX wieku i weszła w skład parafii Chodel w wyniku parcelacji dóbr wronowskich. 
Wieś stanowi sołectwo gminy Bełżyce. Według Narodowego Spisu Powszechnego z roku 2011 wieś liczyła 189 mieszkańców.
Wierni Kościoła rzymskokatolickiego należą do parafii Trójcy Świętej i Narodzenia Najświętszej Maryi Panny w Chodlu.